# Willich (Adelsgeschlecht, 1790)

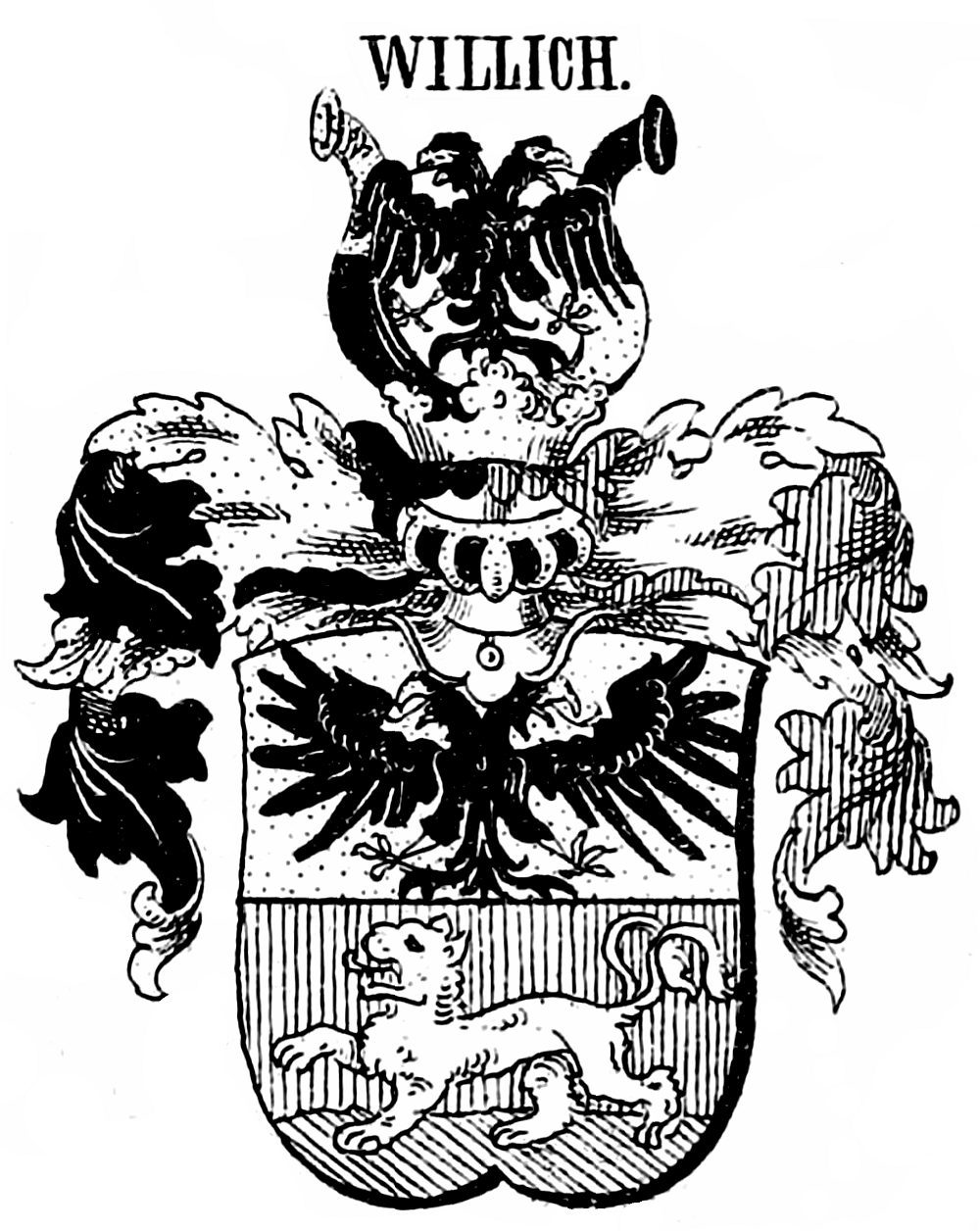
Wappen derer von Willich

Willich bzw. Edler von Willich ist der Name eines bayerischen Adelsgeschlechts.

## Standeserhebung
Kurfürst Karl Theodor von Pfalzbayern verlieh als Reichsvikar am 2. Oktober 1790 Johann Michael Ludwig Willich, landgräflich hessisch-darmstädtischer Major, den Reichsadelsstand als „Edler von Willich“.

## Wappen
Geteilt, oben in Gold ein schwarzer Doppeladler, unten in Rot auf grünem Boden schreitend ein zweischwänziger silberner Löwe. Auf dem Helm mit rechts schwarz-goldenen, links rot-silbernen Helmdecken der Adler zwischen zwei von Gold und Schwarz übereck geteilten Büffelhörnern.